# Atletica leggera ai Giochi della XXXIII Olimpiade - Maratona maschile

Video integrale della gara

La prova di maratona maschile ai Giochi della XXXIII Olimpiade si è svolta il 10 agosto 2024 lungo le strade di Parigi con partenza dall'Hôtel de Ville.

## Presenze ed assenze dei campioni in carica
| Competizione      | Atleta            | Prestazione | Parigi 2024 |
| ----------------- | ----------------- | ----------- | ----------- |
| Olimpiadi 2020    | Eliud Kipchoge    | 2h08'38"    | Presente    |
| Commonwealth 2022 | Victor Kiplangat  | 2h10'55”    | Presente    |
| Europei 2022      | Richard Ringer    | 2h10'21”    | Presente    |
| Asiatici 2022     | He Jie            | 2h13'02”    | Presente    |
| Panamericani 2023 | Cristhian Pacheco | 2h11'14”    | Presente    |
| Mondiali 2023     | Victor Kiplangat  | 2h08'53”    | Presente    |

## Sistema di qualificazione
Per rispettare la capienza di 80 atleti imposta dal CIO, World Athletics ha lanciato un nuovo sistema di qualificazione prima dei giochi di Parigi. Ogni paese può inviare tre atleti per competere nella maratona, tuttavia, ogni posto deve essere "sbloccato" in uno dei tre modi tra il 6 novembre 2022 e il 30 aprile 2024. Per sbloccare i posti garantiti per il loro paese, gli atleti devono correre sotto i 2h08'10" in una gara idonea entro il periodo di tempo. Gli atleti possono anche sbloccare un posto per il loro paese piazzandosi tra i primi cinque in una gara di livello platino di World Athletics o raggiungendo una classifica di World Athletics sufficientemente alta. La classifica mondiale verrà utilizzata per riempire tutte le voci non assegnate ai posti con sblocco del tempo. Una volta sbloccati i posti per un paese, la Federazione olimpica nazionale può selezionare gli atleti per riempire i loro posti come ritiene opportuno. Sebbene qualsiasi atleta possa essere assegnato a un posto sbloccato, deve aver corso almeno il tempo di riassegnazione della quota di 2h11'30".
Le Federazioni olimpiche nazionali possono anche utilizzare un posto universale nella maratona. Qualsiasi paese senza atleti qualificati potrà iscrivere il proprio corridore meglio classificato alla maratona, indipendentemente dagli standard di qualificazione.
Il periodo di qualificazione per la maratona olimpica del 2024 si è concluso il 30 aprile 2024 e ha superato l'obiettivo di 80 atleti di un'iscrizione.
| Standard di qualificazione | N. di atleti | NOC                       | Atleti selezionati                                  |
| -------------------------- | ------------ | ------------------------- | --------------------------------------------------- |
| Tempo massimo – 2h08'10"   | 3            | Belgio                    | Bashir Abdi Koen Naert Michael Somers               |
| Tempo massimo – 2h08'10"   | 3            | Cina                      | He Jie Wu Xiangdong Yang Shaohui                    |
| Tempo massimo – 2h08'10"   | 3            | Eritrea                   | Samsom Amare Berhane Tesfay Kibrom Weldemicael      |
| Tempo massimo – 2h08'10"   | 3            | Etiopia                   | Kenenisa Bekele Deresa Geleta Sisay Lemma           |
| Tempo massimo – 2h08'10"   | 3            | Francia                   | Morhad Amdouni Felix Bour Nicolas Navarro           |
| Tempo massimo – 2h08'10"   | 3            | Germania                  | Samuel Fitwi Amanal Petros Richard Ringer           |
| Tempo massimo – 2h08'10"   | 3            | Gran Bretagna             | Emile Cairess Mahamed Mahamed Philip Sesemann       |
| Tempo massimo – 2h08'10"   | 3            | Israele                   | Maru Teferi Gashau Ayale Girmaw Amare               |
| Tempo massimo – 2h08'10"   | 3            | Italia                    | Yemaneberhan Crippa Eyob Faniel Daniele Meucci      |
| Tempo massimo – 2h08'10"   | 3            | Kenya                     | Eliud Kipchoge Benson Kipruto Alexander Mutiso      |
| Tempo massimo – 2h08'10"   | 3            | Marocco                   | Othmane El Goumri Mohcin Outalha Zouhair Talbi      |
| Tempo massimo – 2h08'10"   | 3            | Spagna                    | Ibrahim Chakir Tariku Novales Yago Rojo             |
| Tempo massimo – 2h08'10"   | 3            | Uganda                    | Victor Kiplangat Stephen Kissa Andrew Rotich Kwemoi |
| Tempo massimo – 2h08'10"   | 2            | Australia                 | Brett Robinson Patrick Tiernan                      |
| Tempo massimo – 2h08'10"   | 2            | Canada                    | Cameron Levins Rory Linkletter                      |
| Tempo massimo – 2h08'10"   | 2            | Giappone                  | Naoki Koyama Suguru Osako                           |
| Tempo massimo – 2h08'10"   | 2            | Paesi Bassi               | Khalid Choukoud Abdi Nageeye                        |
| Tempo massimo – 2h08'10"   | 2            | Norvegia                  | Zerei Kbrom Mezngi Sondre Nordstad Moen             |
| Tempo massimo – 2h08'10"   | 2            | Svizzera                  | Tadesse Abraham Matthias Kyburz                     |
| Tempo massimo – 2h08'10"   | 2            | Tanzania                  | Gabriel Geay Alphonce Simbu                         |
| Tempo massimo – 2h08'10"   | 2            | Stati Uniti               | Conner Mantz Clayton Young                          |
| Tempo massimo – 2h08'10"   | 0            | Brunei                    | Marius Kimutai                                      |
| Tempo massimo – 2h08'10"   | 1            | Bolivia                   | Héctor Garibay                                      |
| Tempo massimo – 2h08'10"   | 0            | Brasile                   | Daniel Ferreira do Nascimento                       |
| Tempo massimo – 2h08'10"   | 1            | Cile                      | Carlos Díaz                                         |
| Tempo massimo – 2h08'10"   | 1            | Gibuti                    | Bouh Ibrahim                                        |
| Tempo massimo – 2h08'10"   | 1            | Guatemala                 | Alberto González Mindez                             |
| Tempo massimo – 2h08'10"   | 1            | Lesotho                   | Tebello Ramakongoana                                |
| Tempo massimo – 2h08'10"   | 1            | Perù                      | Cristhian Pacheco                                   |
| Tempo massimo – 2h08'10"   | 1            | Portogallo                | Samuel Barata                                       |
| Tempo massimo – 2h08'10"   | 1            | Sudafrica                 | Stephen Mokoka                                      |
| Tempo massimo – 2h08'10"   | 1            | Svezia                    | Suldan Hassan                                       |
| Tempo massimo – 2h08'10"   | 1            | Turchia                   | Kaan Kigen Özbilen                                  |
| Tempo massimo – 2h08'10"   | 1            | Uzbekistan                | Shokhrukh Davlatov                                  |
| Tempo massimo – 2h08'10"   | 1            | Zimbabwe                  | Isaac Mpofu                                         |
| World Athletics Ranking    | 1            | Australia                 | Liam Adams                                          |
| World Athletics Ranking    | 1            | Cile                      | Hugo Catrileo                                       |
| World Athletics Ranking    | 1            | Giappone                  | Akira Akasaki                                       |
| World Athletics Ranking    | 1            | Sudafrica                 | Elroy Gelant                                        |
| World Athletics Ranking    | 1            | Stati Uniti               | Leonard Korir                                       |
| Piazzamenti Universali     | 1            | Capo Verde                | Samuel Freire                                       |
| Piazzamenti Universali     | 1            | Ciad                      | Valentin Betoudji                                   |
| Piazzamenti Universali     | 1            | Giordania                 | Mo'ath Alkhawaldeh                                  |
| Piazzamenti Universali     | 1            | Mongolia                  | Bat-Ochiryn Ser-Od                                  |
| Piazzamenti Universali     | 1            | Corea del Nord            | Han Il-ryong                                        |
| Piazzamenti Universali     | 1            | Macedonia del Nord        | Dario Ivanovski                                     |
| Piazzamenti Universali     | 1            | Sudan                     | Yaseen Abdalla                                      |
| Piazzamenti Universali     | 1            | Isole Vergini Americane   | Eduardo Garcia                                      |
| Wild Card                  | 1            | Atleti Olimpici Rifugiati | Tachlowini Gabriyesos                               |
| Total                      | 81           |                           |                                                     |

## La gara
Il percorso della maratona è iniziato all'Hôtel de Ville e ha attraversato molti dei monumenti più iconici della città ospitante, come la Torre Eiffel e il Louvre, prima di concludersi a Les Invalides. I funzionari di Parigi hanno dichiarato che il percorso ha preso ispirazione dalla la marche de femmes. A causa del profilo altimetrico, il percorso è stato considerato una delle maratone olimpiche più impegnative. In particolare, per la prima volta nella storia olimpica, il pubblico ha avuto l'opportunità di correre il percorso della maratona. Dopo la maratona olimpica, fino a 40.000 corridori potranno partecipare a una maratona pubblica o a una gara di 10 km.

## Risultati

Video integrale della corsa

L'evento si è tenuto il 10 agosto, a partire dalle 08:00 (UTC+2) del mattino.
| Posizione | Atleta                | Nazionalità               | Tempo    | Distacco | Note                                     |
| --------- | --------------------- | ------------------------- | -------- | -------- | ---------------------------------------- |
|           | Tamirat Tola          | Etiopia                   | 2h06'26" |          | Record olimpico                          |
|           | Bashir Abdi           | Belgio                    | 2h06'47" | +0'21"   | Miglior prestazione personale stagionale |
|           | Benson Kipruto        | Kenya                     | 2h07'00" | +0'34"   |                                          |
| 4         | Emile Cairess         | Gran Bretagna             | 2h07'29" | +1'03"   |                                          |
| 5         | Deresa Geleta         | Etiopia                   | 2h07'31" | +1'05"   |                                          |
| 6         | Akira Akasaki         | Giappone                  | 2h07'32" | +1'06"   | Miglior prestazione personale            |
| 7         | Tebello Ramakongoana  | Lesotho                   | 2h07'58" | +1'32"   | Record nazionale                         |
| 8         | Conner Mantz          | Stati Uniti               | 2h08'12" | +1'46"   | Miglior prestazione personale stagionale |
| 9         | Clayton Young         | Stati Uniti               | 2h08'44" | +2'18"   | Miglior prestazione personale stagionale |
| 10        | Samsom Amare          | Eritrea                   | 2h08'56" | +2'30"   | Miglior prestazione personale stagionale |
| 11        | Elroy Gelant          | Sudafrica                 | 2h09'07" | +2'41"   |                                          |
| 12        | Richard Ringer        | Germania                  | 2h09'18" | +2'52"   | Miglior prestazione personale stagionale |
| 13        | Suguru Osako          | Giappone                  | 2h09'25" | +2'59"   | Miglior prestazione personale stagionale |
| 14        | Bouh Ibrahim          | Gibuti                    | 2h09'31" | +3'05"   | Miglior prestazione personale stagionale |
| 15        | Samuel Fitwi Sibhatu  | Germania                  | 2h09'50" | +3'24"   |                                          |
| 16        | Nicolas Navarro       | Francia                   | 2h09'56" | +3'30"   | Miglior prestazione personale stagionale |
| 17        | Alphonce Simbu        | Tanzania                  | 2h10'03" | +3'37"   |                                          |
| 18        | Othmane El Goumri     | Marocco                   | 2h10'06" | +3'40"   |                                          |
| 19        | Isaac Mpofu           | Zimbabwe                  | 2h10'09" | +3'43"   | Miglior prestazione personale stagionale |
| 20        | Hassan Chahdi         | Francia                   | 2h10'09" | +3'43"   |                                          |
| 21        | Alexander Mutiso      | Kenya                     | 2h10'31" | +4'05"   |                                          |
| 22        | Michael Somers        | Belgio                    | 2h10'32" | +4'06"   |                                          |
| 23        | Naoki Koyama          | Giappone                  | 2h10'33" | +4'07"   |                                          |
| 24        | Patrick Tiernan       | Australia                 | 2h10'34" | +4'08"   |                                          |
| 25        | Yemaneberhan Crippa   | Italia                    | 2h10'36" | +4'10"   |                                          |
| 26        | Maru Teferi           | Israele                   | 2h10'42" | +4'16"   | Miglior prestazione personale stagionale |
| 27        | Stephen Mokoka        | Sudafrica                 | 2h10'59" | +4'33"   |                                          |
| 28        | Suldan Hassan         | Svezia                    | 2h11'21" | +4'55"   |                                          |
| 29        | Han Il-ryong          | Corea del Nord            | 2h11'21" | +4'55"   |                                          |
| 30        | Matthias Kyburz       | Svizzera                  | 2h11'32" | +5'06"   |                                          |
| 31        | Gashau Ayale          | Israele                   | 2h11'36" | +5'10"   |                                          |
| 32        | Sondre Nordstad Moen  | Norvegia                  | 2h11'39" | +5'13"   | Miglior prestazione personale stagionale |
| 33        | Yaseen Abdalla        | Sudan                     | 2h11'41" | +5'15"   | Record nazionale                         |
| 34        | Ibrahim Chakir        | Spagna                    | 2h11'44" | +5'18"   |                                          |
| 35        | Zouhair Talbi         | Marocco                   | 2h11'51" | +5'25"   |                                          |
| 36        | Cameron Levins        | Canada                    | 2h11'56" | +5'30"   | Miglior prestazione personale stagionale |
| 37        | Victor Kiplangat      | Uganda                    | 2h11'59" | +5'33"   |                                          |
| 38        | Tadesse Abraham       | Svizzera                  | 2h12'22" | +5'56"   |                                          |
| 39        | Kenenisa Bekele       | Etiopia                   | 2h12'24" | +5'58"   |                                          |
| 40        | Wu Xiangdong          | Cina                      | 2h12'34" | +6'08"   |                                          |
| 41        | Yago Rojo             | Spagna                    | 2h12'43" | +6'17"   | Miglior prestazione personale stagionale |
| 42        | Tachlowini Gabriyesos | Atleti Olimpici Rifugiati | 2h12'47" | +6'21"   |                                          |
| 43        | Eyob Faniel           | Italia                    | 2h12'50" | +6'24"   |                                          |
| 44        | Girmaw Amare          | Israele                   | 2h12'51" | +6'25"   | Miglior prestazione personale stagionale |
| 45        | Andrew Buchanan       | Australia                 | 2h12'58" | +6'32"   |                                          |
| 46        | Philip Sesemann       | Gran Bretagna             | 2h13'08" | +6'42"   |                                          |
| 47        | Rory Linkletter       | Canada                    | 2h13'09" | +6'43"   |                                          |
| 48        | Samuel Barata         | Portogallo                | 2h13'23" | +6'57"   | Miglior prestazione personale stagionale |
| 49        | Liam Adams            | Australia                 | 2h13'33" | +7'07"   | Miglior prestazione personale stagionale |
| 50        | Felix Bour            | Francia                   | 2h13'46" | +7'20"   | Miglior prestazione personale stagionale |
| 51        | Daniele Meucci        | Italia                    | 2h14'02" | +7'36"   |                                          |
| 52        | Zerei Kbrom Mezngi    | Norvegia                  | 2h14'14" | +7'48"   | Miglior prestazione personale stagionale |
| 53        | Carlos Díaz           | Cile                      | 2h14'25" | +7'59"   |                                          |
| 54        | Henok Tesfay          | Eritrea                   | 2h14'31" | +8'05"   |                                          |
| 55        | Yang Shaohui          | Cina                      | 2h14'48" | +8'22"   |                                          |
| 56        | Samuel Freire         | Capo Verde                | 2h15'05" | +8'39"   |                                          |
| 57        | Mahamed Mahamed       | Gran Bretagna             | 2h15'19" | +8'53"   |                                          |
| 58        | Khalid Choukoud       | Paesi Bassi               | 2h15'25" | +8'59"   | Miglior prestazione personale stagionale |
| 59        | Hugo Catrileo         | Cile                      | 2h15'44" | +9'18"   |                                          |
| 60        | Héctor Garibay        | Bolivia                   | 2h15'54" | +9'28"   | Miglior prestazione personale stagionale |
| 61        | Koen Naert            | Belgio                    | 2h16'33" | +10'07"  | Miglior prestazione personale stagionale |
| 62        | Andrew Rotich Kwemoi  | Uganda                    | 2h17'28" | +11'02"  |                                          |
| 63        | Leonard Korir         | Stati Uniti               | 2h18'45" | +12'19"  |                                          |
| 64        | Berhane Tesfay        | Eritrea                   | 2h18'50" | +12'24"  |                                          |
| 65        | Mo'ath Alkhawaldeh    | Giordania                 | 2h20'01" | +13'35"  | Miglior prestazione personale stagionale |
| 66        | Template:Ill          | Guatemala                 | 2h22'12" | +15'46"  | Miglior prestazione personale stagionale |
| 67        | He Jie                | Cina                      | 2h22'31" | +16'05"  |                                          |
| 68        | Tariku Novales        | Spagna                    | 2h25'50" | +19'24"  | Miglior prestazione personale stagionale |
| 69        | Dario Ivanovski       | Macedonia del Nord        | 2h28'15" | +21'49"  |                                          |
| 70        | Valentin Betoudji     | Ciad                      | 2h32'11" | +25'45"  |                                          |
| 71        | Bat-Ochiryn Ser-Od    | Mongolia                  | 2h42'33" | +36'07"  |                                          |
| —         | Abdi Nageeye          | Paesi Bassi               | Rit.     |          |                                          |
| —         | Mohcin Outalha        | Marocco                   | Rit.     |          |                                          |
| —         | Gabriel Gerald Geay   | Tanzania                  | Rit.     |          |                                          |
| —         | Eliud Kipchoge        | Kenya                     | Rit.     |          |                                          |
| —         | Shokhrukh Davlatov    | Uzbekistan                | Rit.     |          |                                          |
| —         | Amanal Petros         | Germania                  | Rit.     |          |                                          |
| —         | Stephen Kissa         | Uganda                    | Rit.     |          |                                          |
| —         | Kaan Kigen Özbilen    | Turchia                   | Rit.     |          |                                          |
| —         | Cristhian Pacheco     | Perù                      | Rit.     |          |                                          |
| —         | Eduardo Garcia        | Isole Vergini Americane   | Rit.     |          |                                          |